# Mercedes Lambre
Mercedes Rodríguez Lambre (n. 5 octombrie 1992) este o actriță, cântăreață, model și dansatoare argentiniană. Ea este cel mai bine cunoscută pentru interpretarea personajului Ludmila Ferro din serialul original argentinean Disney Channel, Violetta.

## Viața și cariera
Mercedes Lambre s-a născut pe data de 5 octombrie 1992 în La Plata, Provincia Buenos Aires, Argentina, unde s-a antrenat în actorie, muzică și dans. Ea a studiat teatrul cu Lito Cruz, Gaston Marioni, Augusto Britez, Alejandro Orduna și Monica Bruni. Ea a studiat, de asemenea, vocea timp de patru ani cu profesorul Gabriel Giangrante de la Academia CEFOA din La Plata.
În ceea ce privește antrenarea ei în dans, s-a specializat în dansul jazz, street dance și dansuri spaniole. A studiat dansul jazz cu Juan Mallach timp de trei ani și cu Gustavo Carrizo; street dance cu Daniela Perez timp de doi ani la CICLUS și dansuri spaniole cu Analia Flebes Sanchez pentru trei ani.
Lambre și-a început cariera ca model în Utilísima. Violetta a fost prima sa aparență într-un serial de televiziune, unde o interpretează pe Ludmila, fata „cool și frumoasă” de la Studio 21, ceea ce o face prietena ideală pentru Leon (Jorge Blanco) și de asemenea, rivala Violettei (Martina Stoessel). Ea a apărut, de asemenea, în al doilea videoclip muzical al serialului Violetta, „Juntos somos más”, care a avut premiera pe data de 1 mai 2012 pe Disney Channel.

## Filmografie
| An        | Titlu    | Role           | Note                                                         |
| --------- | -------- | -------------- | ------------------------------------------------------------ |
| 2012−2015 | Violetta | Ludmilla Ferro | Rol principal; serial original Disney Channel America Latină |

| An   | Titlu                             | Rol           | Note                |
| ---- | --------------------------------- | ------------- | ------------------- |
| 2014 | Violetta în concert               | Ea însăși     | Film despre concert |
| 2016 | Tini: Marea Schimbare a Violettei | Ludmila Ferro | Rol Principal       |

## Discografie

### Single-uri promoționale
| An   | Titlu              | Alți artiști                                            | Album    |
| ---- | ------------------ | ------------------------------------------------------- | -------- |
| 2012 | „Juntos somos más” | Facundo Gambandé, Lodovica Comello & Candelaria Molfese | Violetta |

### Alte apariții
| An   | Titlu            | Alți artiști             | Album                |
| ---- | ---------------- | ------------------------ | -------------------- |
| 2012 | „Ven y canta”    | Distribuția din Violetta | Violetta             |
| 2012 | „Ser mejor”      | Distribuția din Violetta | Cantar es lo que soy |
| 2013 | „Si es por amor” | Martina Stoessel         | Hoy somos más        |

### Videoclipuri muzicale
| An   | Videoclip muzical  | Director(i)              |
| ---- | ------------------ | ------------------------ |
| 2012 | „Juntos somos más” | Jorge Nisco Martín Saban |
| 2012 | „Ven y canta”      | Jorge Nisco Martín Saban |
| 2013 | „Si es por amor”   | Jorge Nisco Martín Saban |

## Premii și nominalizări
| An   | Premiu                        | Categorie        | Nominație | Rezultat     |
| ---- | ----------------------------- | ---------------- | --------- | ------------ |
| 2012 | Kids' Choice Awards Argentina | Villano Favorito | Violetta  | Câștigat     |
| 2013 | Kids' Choice Awards Mexico    | Villano Favorito | Violetta  | Nominalizare |
| 2013 | Kids' Choice Awards Argentina | Villano Favorito | Violetta  | Câștigat     |